# Берсеневка
Берсе́невка (рос. Берсеневка, ерз. Берсеневка) — село у складі Лямбірського району Мордовії, Росія. Адміністративний центр Берсеневського сільського поселення.

## Населення
Населення — 2553 особи (2010; 2449 у 2002).
Національний склад (станом на 2002 рік):
- росіяни — 72 %